# RCA 스튜디오 B
RCA 스튜디오 B(RCA Studio B)는 테네시주 내슈빌에 소재한 녹음 스튜디오로, 처음에는 단순히 RCA 스튜디오(RCA Studios)로 불렸다. 1960년대에 내슈빌 사운드의 한 축으로서 유명해졌다. 2012년 미국 국립사적지에 등록되었다.

## 역사
1956년 댄 매드독스가 신축했다. RCA 빅터 레코드와 다른 음반사들의 요구를 충족하기 위해 쳇 앳킨스와 스티븐 숄스가 설복해 건립되었다. 앳킨스에 따르면, 스튜디오 기획은 RCA 총괄 엔지이너 겸 녹음 매니저 빌 밀텐버그의 손수건에 작성돼 있었다.
건설에는 네 달이 걸렸고 37,515달러를 투자해 개업했다. 1층에는 녹음 스튜디오와 사무실이 자리하고 있으며 2층은 반향실이 차지하고 있다. 스튜디오 자체의 크기는 13.0 X 8.2 X 4m이다. 1960년과 1961년에 사무 공간, 테이프 마스터링실, 래커 마스터링 시험실을 증축했다. 1964년 더 큰 규모의 스튜디오가 17번가에 건립되었으며, 이것은 스튜디오 A로 불린다. 그때부터 기존의 스튜디오는 스튜디오 B로 칭하게 되었다.
최초의 총괄 엔지니어는 밥 페리스였지만, 앳킨스의 분노를 사서 딴 곳으로 전출되었다. 1959년 3월 말 빌 포터가 그의 후임으로 들어왔다. 7월 더 브라운스의 1위 달성 히트곡 〈The Three Bells〉를 믹싱했다. 포터는 스튜디오의 공간 공진 모드가 고르지 못한 주파수 응답을 창출하여 음향상의 문제를 야기한다고 생각했다. 문제를 해소키 위해 포터는 스튜디오 소액현금 가운데 50달러로 섬유유리 천장 패널을 구입한 뒤 삼각형으로 잘라 천장에 다양한 높이로 매달아 놓았다. 더불어 포터는 공진 모드가 가장 최소화되는 바닥을 찾아 "X"를 표시, 리드 보컬리스트와 백 보컬리스트와 어쿠스틱 기타리스트를 특기된 곳에 그대로 비치된 마이크로폰과 함께 위치시켰다. 이같은 개선 이후 돈 깁슨은 음반 《Girls, Guitars and Gibson》을 녹음실에서 취입했다. 포터는 인터뷰에서 이렇게 술회한다. "모두가 '맙소사, 소리가 완전히 다르군!'하고 말했죠."
1994년 회고록 《내 삶과 끝막지 못한 일들》(My Life And Other Unfinished Business)에서 돌리 파튼은 1967년 9월 (당시 RCA 빅터와 계약한 직후였다) 스튜디오 B로 자신의 첫 녹음 세션을 위해 질주한 경험을 이야기했다. 파튼에 의하면 세션 일정에 쫓기다 보니 스튜디오 측벽에 차를 충돌시켰는데, 이 상흔은 건물에 여전히 남아있다고 한다.

## 교육 시설
1977년, 컨트리 음악 명예의 전당 관할 하에 투어 장소로 출입이 허가되었다. 1992년, 댄 매드독스의 사후 컨트리 음악 명예의 전당에 기부되었다. 2001년 명예의 전당의 건물이 내슈빌 시내에 준공되기 전까지 관광지로 운영되었다. 오늘날에는 컨트리 음악 명예의 전당과 벨몬트 대학의 마이크 커브 칼리지 오브 엔터테인먼트 앤 뮤직 비즈니스 프로그램이 동업하고 있다. 학생들은 이곳에서 아날로그 녹음의 기초 기술을 수업할 수 있다. 컨트리 음악 명예의 전당 및 박물관에서 일일 견학을 신청할 수 있다.

## 참고 사항
그랜드 올 오프리의 관중들에게 "스페인의 행크 윌리엄스"로 소개된 내슈빌의 화가 겸 싱어송라이터 길 베다는 1962년 히스패닉계 가수로서는 처음 RCA 스튜디오 B에서 녹음을 진행했다.

## 시설 이용자들
아래는 스튜디오 B를 이용한 저명한 인물들이다.
- 에디 아놀드[10]
- 쳇 앳킨스[10][11]
- 바비 베어[10]
- 해럴드 브래들리[11]
- 더 브라운스[10]
- 제리 버드[10]
- 플로이드 크래머[10]
- 스키터 데이비스[10]
- 도트시[10]
- 로니 도브
- 에벌리 브라더스[10]
- 도나 파고[10]
- 코니 프랜시스[12]
- 행크 갈런드[11]
- 돈 깁슨[10]
- 미키 길리[10]
- 바비 골즈버러[10]
- 빌리 그래머[10]
- 버디 하먼[11]
- 존 하트포드[10]
- 알 하트[12]
- 호머 앤 제스로[10]
- 노마 진[10]
- 웨일런 제닝스[10]
- 잭 저지
- 그랜파 존스[10]
- 조더네이어스[13]
- 아니타 커 싱어스[11]
- 행크 록클린[10]
- 존 D. 루더밀크[13]
- 밥 루먼[12]
- 찰리 맥코이[11]
- 로저 밀러[10]
- 밥 무어[12]
- 윌리 넬슨[10]
- 노트르담 고등학교[10]
- 로이 오비슨[10]
- 파라모어[14]
- 돌리 파튼[10]
- 엘비스 프레슬리[10]
- 찰리 프라이드[10]
- 부츠 루돌프[10]
- 짐 리브스[10]
- 토미 로[12]
- 로니 & 더 데이토나스[12]
- 새뮤얼슨
- 코니 스미스[10]
- 행크 스노[10]
- 게리 스튜어트[10]
- 스트록스[10]
- 냇 스터키[10]
- 수 톰슨[12]
- 조니 틸럿슨[10]
- 어니스트 터브[13]
- 더 벨벳[10]
- 포터 왜거너[10]
- 길리언 웰치[10]
- 도티 웨스트[10]